# Ra'anana
Ra'anana (en hébreu : רַעֲנַנָּה) est une ville israélienne d'environ 80 000 habitants au nord-est de Tel Aviv, dans le sud de la région de Sharon. Elle dépend du District centre d'Israël. La ville est à prédominance juive, avec de nombreux immigrants venus de pays anglophones, incluant les États-Unis, le Royaume-Uni, l'Afrique du Sud, la France, l’Italie, le Brésil et l'Argentine.
Forte de nombreuses communautés immigrantes, Ra'anana offre un mode de vie permettant une adaptation en douceur des nouveaux arrivants.

## Histoire
Créée en juillet 1912 à ses débuts appelée « Raanania » cette ville fondée par des Américains a vu ses premiers habitants arriver le 2 avril 1922.
La rue principale de la ville, Ahuza fut créée en 1927 lors de la création de la grande synagogue, de la première école et du bureau de poste.

## Population
La population de Ra'anana connait une croissance importante entre 1949 et 2005. Selon le Bureau Central des statistiques (CBS).

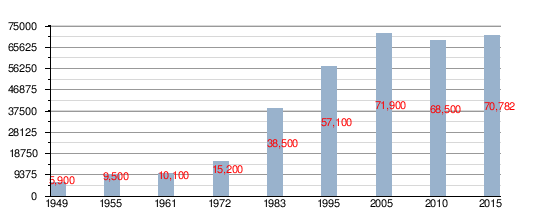
Population de 1949 à 2015

## Jumelages
- Boulogne-Billancourt (France) depuis 1996.
- Vérone (Italie) depuis 1998.
- Atlanta (États-Unis) depuis 2001.
- Goslar (Allemagne) depuis 2006.